# Laothoe rosacea
Laothoe rosacea är en fjärilsart som beskrevs av Otto Staudinger 1892. Laothoe rosacea ingår i släktet Laothoe och familjen svärmare. Inga underarter finns listade i Catalogue of Life.